# Córy szczęścia
Córy szczęścia (węg. A Szerencse lányai, niem. Töchter des Glücks) – polsko-węgiersko-niemiecki dramat obyczajowy z 1999 roku w reżyserii Márty Mészáros zrealizowany dla Telewizji Polskiej. Zdjęcia powstały w Warszawie

## Obsada
- Olga Drozdowa(inne języki) (Natasza)
- Jan Nowicki (Robert)
- Masza Petraniuk (Masza, córka Nataszy)
- Ewa Telega (Wiera, przyjaciółka Nataszy)
- Igor Czerniewicz (Andriej, mąż Nataszy)
- Olaf Lubaszenko (Janek)
- Ewa Dałkowska (Elka, właścicielka łodzi-hotelu)
- Maria Wilczyńska (Katia, córka Nataszy)
- Beata Fudalej (kryminalistka w areszcie)
- Katarzyna Bargiełowska (kryminalistka w areszcie)
- Monika Niemczyk (madame w domu publicznym)
- Krzysztof Globisz (klient Nataszy)
- Roberto Hennig (klient Nataszy)
- Zbigniew Książek (klient Nataszy)
- Cezary Poks (bliźniak, klient Nataszy)
- Jacek Poks (bliźniak, klient Nataszy)
- Łukasz Nowicki (ochroniarz Roberta)
- Andrzej Mrowiec (oficer policji przesłuchujący Nataszę)
- Jarosław Boberek (policjant)
- Marcin Chochlew (Alek, "chłopak" Maszy)
- Alicja Wieczorkowska (Sonia, prostytutka na stadionie)
- Marek Włodarczyk (brat i "opiekun" Soni na stadionie)
- Jan Wieczorkowski (brat i "opiekun" Soni na stadionie)
- Katarzyna Zielińska (córka Roberta)
- Paweł Tuchowski (Leński w przedstawieniu operowym)
- Zdzisław Szymborski (stary generał)
- Hanna Błażejczak (gospodyni Roberta)
- Wołodymir Petraniuk (Kola)
- Witalij Petraniuk (weteran)
- Sergiej Motenko (sąsiad)
- Aleksiej Yakunin (weteran)
- Aleksander Andrijewski (sąsiad)
- Irina Karpowa (sąsiadka)
- Aleksiej Chatieniewicz (narzeczony Maszy)
- Stanley Żelazkow (narzeczony Wiery)
- Jerzy Moniak (recepcjonista w hotelu nad morzem)

## Opis
Koniec lat 90. XX wieku. Natasza, mieszkająca w małym rosyjskim miasteczku, utrzymuje męża i dwoje dzieci z nauczycielskiej pensji. Za namową przyjaciółki Wiery, jedzie do Polski, by handlować na Stadionie Dziesięciolecia. Zabiera ze sobą jedną z córek, Maszę. Okazuje się, że praca jest bardzo ciężka. Wkrótce Wiera zostaje zabita. W momencie kiedy Nataszy zaczyna brakować środków do życia, zostaje prostytutką.